# لورا مانسينيلي
لورا مانسينيلي (بالإيطالية: Laura Mancinelli) (أوديني، 18 ديسمبر 1933 - تورينو، 7 يوليو 2016) هي خبير ة في التاريخ الألماني، خاصة العصور الوسطى المرأة الأديبة إيطالية.

## سيرة ذاتية
ولدت في أوديني في عام 1933، أقامت أربع سنوات في روفيريتو، ترينتو، حيث  عاشت مرحلة الطفولة المبكرة، ثم انتقلت العائلة إلى مدينة تورينو (1937).
في السنوات التي أعقبت الدكتوراه ، قام بالتدريس في المدرسة المتوسطة ، لكنه استمر في العمل في الثقافة الألمانية في العصور الوسطى: في عام 1969 تم نشر مقال أغنية من Nibelungs. المشاكل والقيم
في السبعينيات ، درّست فقه اللغة الألمانية في جامعة ساساري ثم استدعت في البندقية من قبل العالمة الألمانية Ladislao Mittner ، وحصلت في عام 1976 على كرسي تاريخ اللغة الألمانية في جامعة كا فوسكاري في فينيسيا.
بناءً على نصيحة زميله وصديقه ، كلاوديو ماغريس ، في عام 1972 ، قامت بتحرير وترجمة اللغة الإيطالية من المجلد الأصلي، Nibelungenlied، وتبعه في عام 1978 Tristan (غوتفرايد فون ستراسبورغ) وفي عام 1989 بواسطة هاينريش المسكين ، جريجوريوس، المذنب الطيب (هارتمان فون أوه).

## أشهر مؤلفاتها
- فقه اللغة
- أدب ألمانيا
- تاريخ اللغة الألمانية
- كوديكس مانيس
- هارتمان فون أوه
- فالتر فون در فوغلفايدي
- ولفرام فون اشنباتش